# Área metropolitana de Springfield (Massachusetts)
El Área Estadística Metropolitana de Springfield, MA MSA como la denomina oficialmente la Oficina de Administración y Presupuesto, es un Área Estadística Metropolitana centrada en la ciudad de Springfield , en el estado estadounidense de Massachusetts. El área metropolitana tiene una población de 692.942 habitantes según el Censo de 2010, convirtiéndola en la 76.º área metropolitana más poblada de los Estados Unidos.

## Composición
Los 3 condados del área metropolitana, junto con su población según los resultados del censo 2010:
- Franklin – 71.372 habitantes
- Hampden – 463.490 habitantes
- Hampshire – 158.080 habitantes

## Principales comunidades del área metropolitana
Ciudad principal 
- Springfield